# Disa intermedia
Disa intermedia är en orkidéart som beskrevs av Hans Peter Linder. Disa intermedia ingår i släktet Disa och familjen orkidéer.
Artens utbredningsområde är Swaziland. Inga underarter finns listade i Catalogue of Life.